# كاثرين سويتزر
كاثرين فرجينيا «كاثي» سويتزر (ولدت 5 يناير 1947 في أمبرج بألمانيا) هي كاتبة أمريكية ومعلقة تلفزيونية وعداءة ماراثون، اشتهرت كونها أول امرأة تركض بماراثون بوسطن كمشتركة مرقمة.

## حياتها
ولدت كاثرين بألمانيا، أبنة لرائد بالجيش الأمريكي. عادت الأسرة إلى الولايات المتحدة عام 1949. تخرجت في مدرسة جورج سي مارشل الثانوية بمقاطعة فيرفاكس بولاية فيرجينيا، ومن ثم التحقت بجامعة جامعة سيراكيوز حيث درست الصحافة. حصلت منها على درجة البكالوريوس عام 1968 ودرجة الماجستير عام 1972.

### مارثون بوسطن 1967
في أثناء التحاقها بالجامعة، اشتركت كاثرين وأكملت السباق المقام عام 1967 برقم اشتراك 261 بنادي سيراكيوز هاريرز الرياضي، وذلك قبل خمس سنوات من السماح للنساء رسميًا بالمنافسة فيه.

## إنجازاتها
| العام                  | المسابقة               | المكان                              | المركز                 | ملاحظة                 |
| ممثلة الولايات المتحدة | ممثلة الولايات المتحدة | ممثلة الولايات المتحدة              | ممثلة الولايات المتحدة | ممثلة الولايات المتحدة |
| ---------------------- | ---------------------- | ----------------------------------- | ---------------------- | ---------------------- |
| 1974                   | ماراثون مدينة نيويورك  | نيويورك، الولايات المتحدة           | الأول                  | 3:07:29                |
| 1975                   | ماراثون بوسطن          | بوسطن، ماساتشوستس، الولايات المتحدة | الثاني                 | 2:51:37                |

## روابط خارجية
- كاثرين سويتزر على موقع IMDb (الإنجليزية)
- كاثرين سويتزر على موقع الموسوعة البريطانية (الإنجليزية)